# Benkő Márton
Dálnoki Benkő Márton (17. század – 18. század) iskolaigazgató, református lelkész.

## Élete
1690–1695 között Nagyenyeden a Bethlen-kollégiumban tanult, 1695-ben osztálytanítói tiszttel is megbízták, ugyanakkor diákkönyvtárosként is dolgozott. Üdvözlő verset irt Nádudvari Péterhez. Mint az oratoria és syntactica osztályok tanítója fordította Cicero leveleit és beszédeit; tanította a görög nyelvet is. Lefordította,  világtörténelmi kronológiával és az első rendszeres magyar nyelvű római régiségtannal egészítette ki Lucius Annaeus Florus történeti művét. 1698. szeptember 8-án lett a marosvásárhelyi iskola igazgatója; két évi rektori hivatala után kilépett az iskolából 1700. szeptember vége felé. 1703. június 23-tól Nagyenyeden szolgált református lelkészként.

## Munkái
- Kompendium Gerardus Johannes Vossius retorikájából. Kolozsvár. 1696.
- Lucius Annaeus Florusnak A’ Romai viselt dolgokról irott negy könyve. Mellyet Déák nyelvböl Magyar nyelvre fordított, Dalnoki Benkő Marton, A Maros Vásárhelyi Scholának Mestere. Kolozsvár, 1702. Kritikai kiadása: Római szerzők 17. századi magyar fordításai. Szerk. Kecskeméti Gábor. Budapest: Balassi. 1993. = Régi Magyar Prózai Emlékek, 10.